# Мокра (притока Бучі)
Мо́кра (Хмільна) — річка в Україні, у Бучанському районі Київської області, ліва притока Бучі (завдожки 7 км).

## Географічне розташування

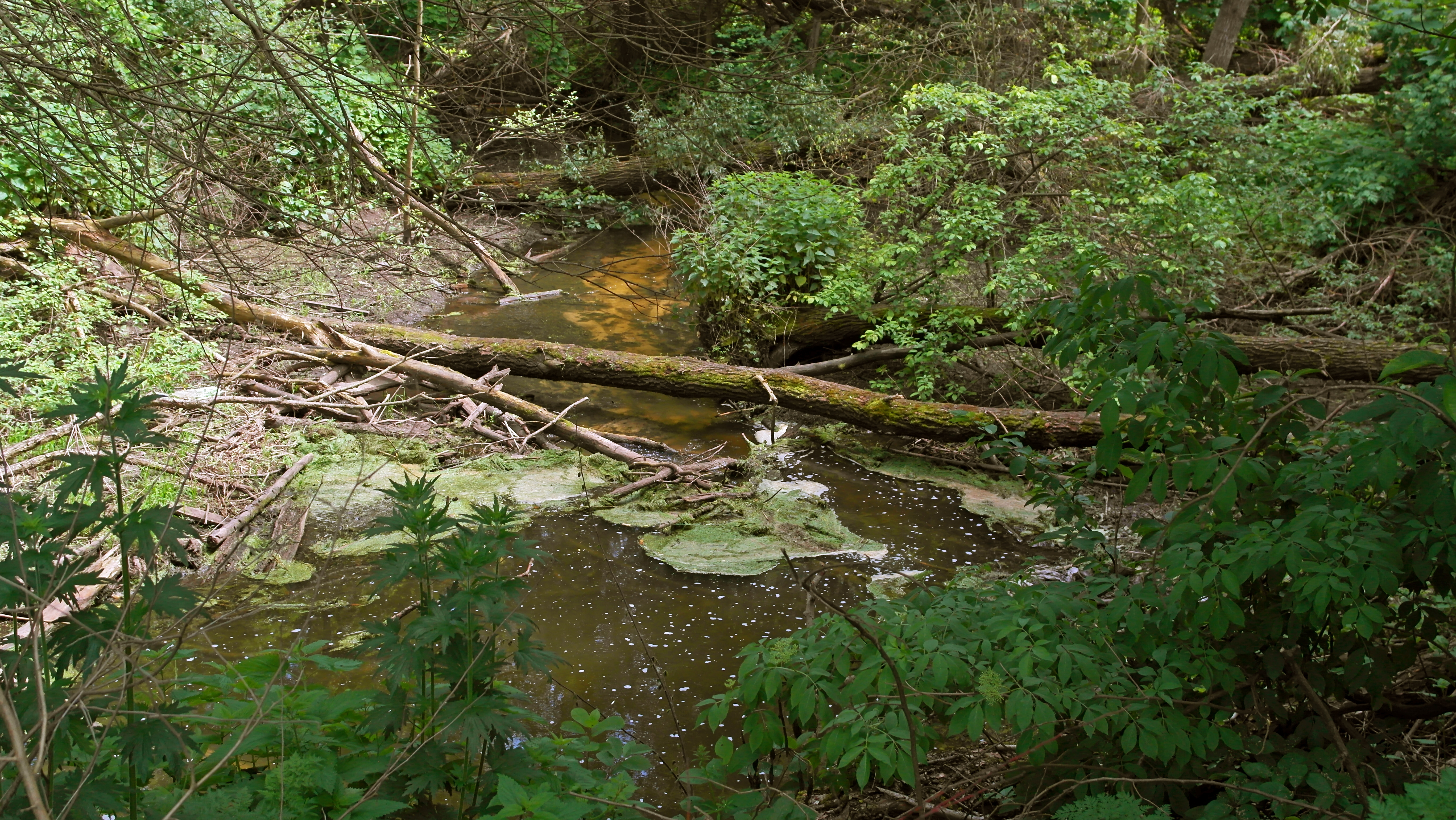
Річка Мокра поблизу заказника «Жуків хутір»

Бере початок поблизу села Хмільна, далі тече лісами, поблизу Жукова хутора і впадає у Бучанське водосховище, біля навчальної бази Київського національного університету імені Тараса Шевченка. Притоки відсутні. На річці влаштовано декілька ставів, два з яких знаходяться у с. Хмільна, ще 2 — поблизу заказника «Жуків хутір».

## Історія
Річка Мокра-Хмільна зафіксована як притока Бучі в Статистичному описі колишньої Київської губернії  Івана  Фундуклея, а також позначена на карті Шуберта.